# Giovanni d'Alemagna
Pour les articles homonymes, voir Alemagna.

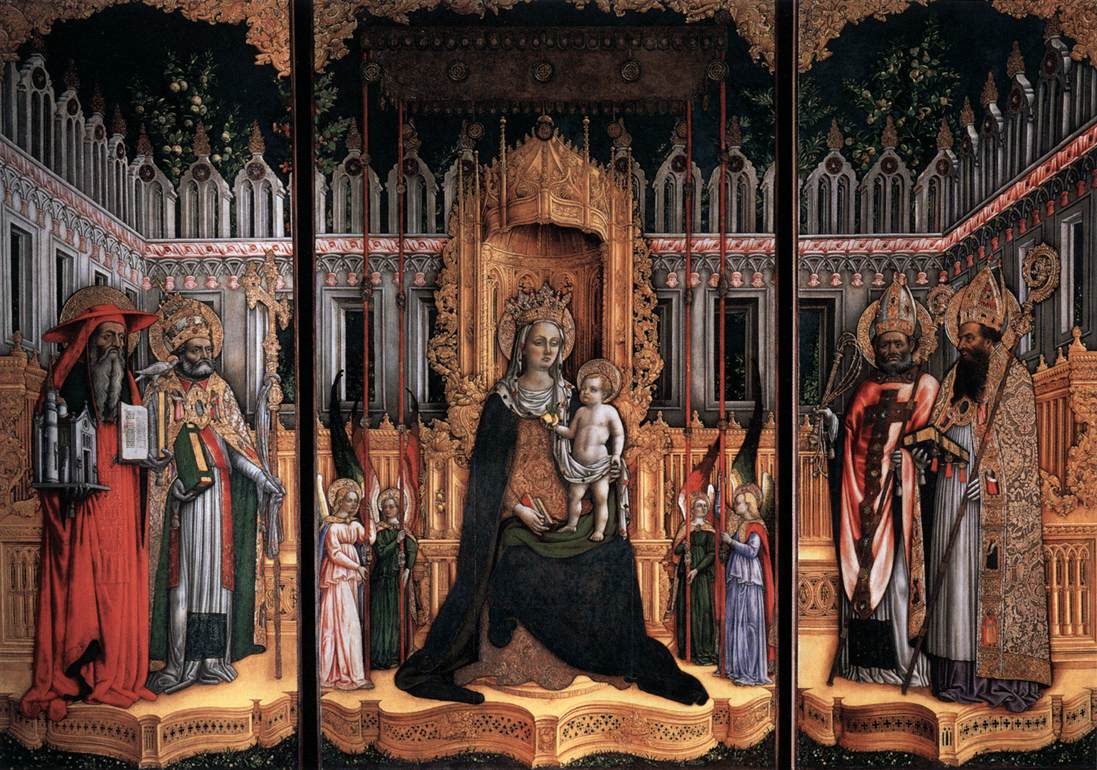
Triptyque de la Madonna in trono tra i Santi Ambrogio, Agostino, Girolamo e Gregorio à Venise (1446)

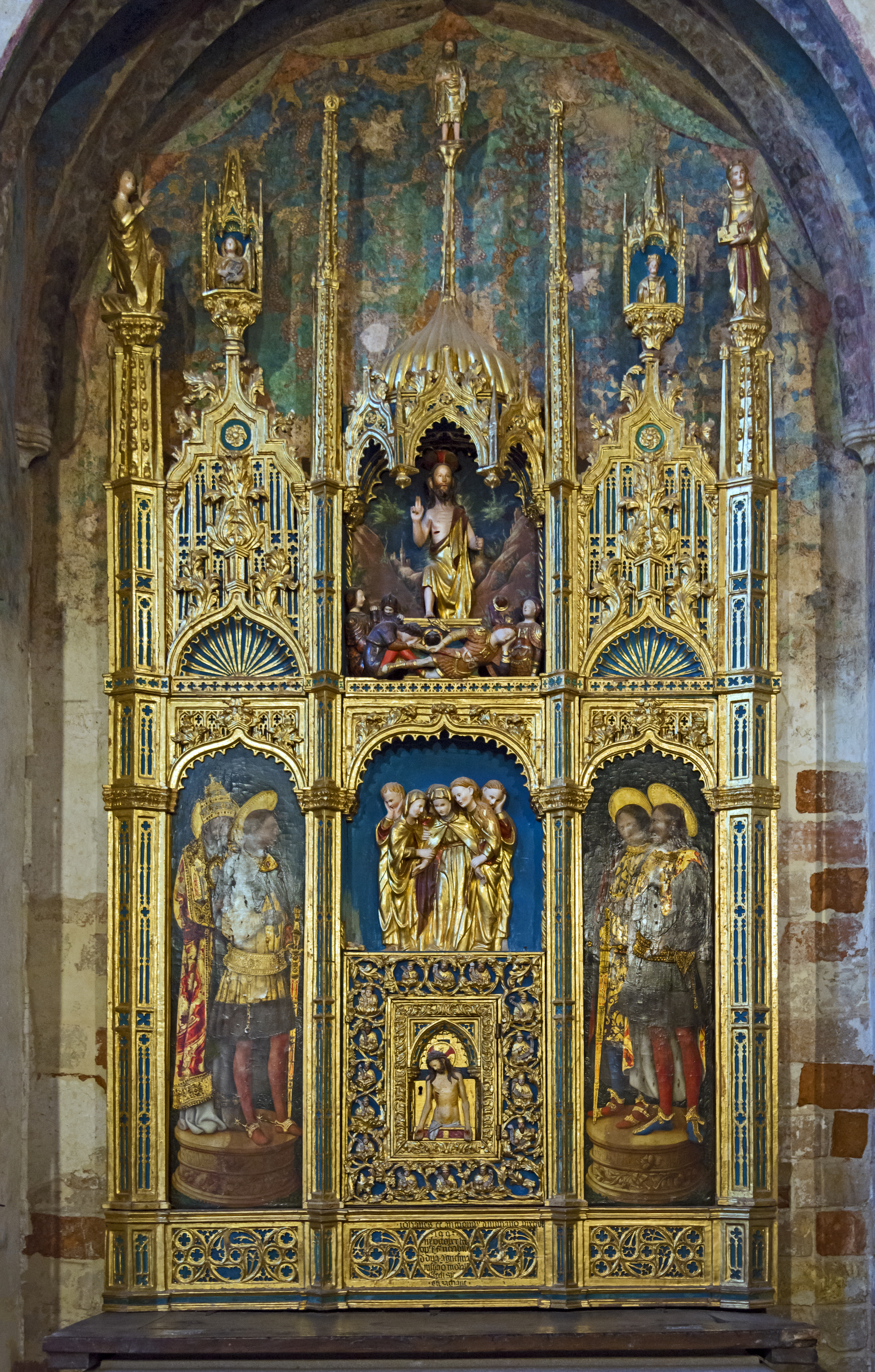
Polyptyque du "Corps du Christ", 1433, avec Antonio Vivarini, Église San Zaccaria

Giovanni d'Alemagna (env. 1411 - Padoue, 1450) est un peintre d'origine allemande qui a été actif en Italie pendant la Renaissance italienne.

## Biographie
Entre 1430 et 1435, il réalise un cycle des épisodes de la Vie du Christ  conservé au Ca' d'Oro de Venise.
Beau-frère d'Antonio Vivarini, il collabore avec lui pour le triptyque de saint Jérôme (1441) pour l'église Santo Stefano, et en 1447 pour les fresques de la chapelle d'Ovetari de l'église des érémitiques de Padoue, une participation limitée à quelques festons décoratifs par sa mort en 1450.
Ses œuvres exécutées à Venise révèlent une influence nordique forte.

## Œuvres
- Triptyque de saint Jérôme, Kunsthistorisches Museum, Vienne
- Décorations des fresques de  la chapelle d'Ovetari, Église des érémitiques de Padoue

### À Venise
- Polyptyque du Corps du Christ" ou du Sépulcre", 1433, avec Antonio Vivarini, Église San Zaccaria, chapelle de San Tarasio, Venise
- Polyptyque de Sainte Sabine,1443 et Polyptyque de la Vierge avec Antonio Vivarini, Église San Zaccaria, chapelle San Tarasio
- Couronnement de la Vierge, 1444 avec Antonio Vivarini, Église San Pantalon, Venise
- Triptyque de la Vierge à l'enfant en majesté entourée d'anges entre les docteurs de l'Église (saints Grégoire, Jérôme, Ambroise et Augustin, 1446, avec Antonio Vivarini, tempera sur panneaux, central de 339 cm × 200 cm et deux latéraux de  339 cm × 138 cm chaque, Gallerie dell'Accademia de Venise, Venise

Références :
- Annunciazione tra i Santi Michele e Antonio, triptyque pour l'autel de l'Église San Giobbe
- Peintures de la chapelle dell'Addolorata, Église San Zaccaria, avec Lodovico da Forli

## Sources
- (it) Cet article est partiellement ou en totalité issu de l’article de Wikipédia en italien intitulé « Giovanni d'Alemagna » (voir la liste des auteurs).